# Новоалександровка (Шаранський район)
Новоалекса́ндровка (рос. Новоалександровка, башк. Яңы Александровка) — присілок у складі Шаранського району Башкортостану, Росія. Входить до складу Писаревської сільської ради.
Населення — 11 осіб (2010; 13 у 2002).
Національний склад:
- чуваші — 92 %